# Новотроїцьке (Старошайговський район)
Новотро́їцьке (рос. Новотроицкое, ерз. Новотроицкое) — село у складі Старошайговського району Мордовії, Росія. Адміністративний центр Новотроїцького сільського поселення.
Населення — 493 особи (2010; 474 у 2002).
Національний склад (станом на 2002 рік):
- росіяни — 76 %